# ADRDE Pilotless Interceptor
ADRDE pilotless Interceptor (рус. беспилотный перехватчик) — проект летающей бомбы, оснащенной комбинированной силовой установкой и наводящейся при помощи РЛС на неприятельские бомбардировщики. Был разработан британским Отделом Исследования и Проектирования Противовоздушной Обороны (англ. Air Defense Research and Development Establishment - ADRDE) в июне 1941 года. Разрабатывался в течение полугода, но был сочтен излишне дорогим и малоэффективным и в феврале 1942 отменен.

## История
Особое положение Великобритании, отделенной Ла-Маншем от основных противников в Европе, но в то же время — находящейся достаточно близко к материку, чтобы даже ранняя авиация могла успешно достигать её территории, диктовало особый интерес англичан к средствам противовоздушной обороны. Представлялось очевидным, что любой потенциальный европейский противник в первую очередь попытается атаковать Британские Острова именно с воздуха. Поэтому усилия, вкладываемые в разработку и развертывание средств противовоздушной обороны в Великобритании были особо значительны.
В 1920-х и 1930-х большое внимание военных теоретиков уделялось управляемым по радио беспилотным летательным аппаратам — «летающим бомбам», которые предполагалось использовать как против наземных целей так и против летательных аппаратов противника. Ряд технических решений был предложен с 1917 по 1935 год, но эти ранние подходы к проблеме, предполагавшие визуальное управление бомбой с земли или с борта самолета-носителя не нашли практического применения.
С началом интенсивных бомбардировок Великобритании в годы Второй Мировой Войны, интерес к управляемым зенитным снарядам снова возродился. Появление радиолокации успешно решило проблему управления беспилотным снарядом в условиях недостаточной видимости. Это было особенно актуально, так как значительная часть немецких налетов предпринималась по ночам, с помощью систем высокоточной радионавигации, а пилотируемые истребители не могли достаточно эффективно действовать в темноте.
В июне 1941 года, Отдел Исследования и Проектирования Противовоздушной Обороны предложил концепцию небольшого беспилотного перехватчика с мощным зарядом взрывчатки на борту, выводимого на бомбардировщик противника при помощи радаров.

## Конструкция
Согласно предложенной концепции, «беспилотный перехватчик» представлял собой небольшой высоконесущий моноплан с размахом крыла порядка 5,8 метров. В движение его должен был приводить расположенный в носовой части поршневой двигатель. В качестве такового первоначально рассматривался 80-сильный De Havilland Gypsy IV, но его потолок составлял всего 4572 метра, поэтому впоследствии было предложено использовать более мощные 260-сильные Menasco S.65 или 280-сильные De havilland Gypsy Six.
Маршевая скорость перехватчика составляла порядка 450 километров в час. Для успешного перехвата бомбардировщика этого было недостаточно, поэтому перехватчик предполагалось оснастить батареей ракетных двигателей, выдающих по команде с земли импульс, позволяющий разогнать перехватчик до 644 километров в час. В качестве боевой части использовался 272-килограммовый осколочный заряд, приводимый в действие неконтактным взрывателем.
Наведение перехватчика осуществлялось по радиокомандам с земли, при помощи доработанной модели системы радиоуправления беспилотного самолёта-мишени Queen Bee. Пара радаров GL Mk.III — единственных доступных на тот момент в достаточном количестве систем сантиметрового диапазона — отслеживала одновременно перехватчик и его цель. Их относительное положение отображалось на командном посту при помощи катодных лучей на экране в виде светящихся точек. Оператор должен был, отслеживая взаимное перемещение точек на экране, вывести беспилотный перехватчик на курс преследования бомбардировщика и в нужный момент — включить ракетный двигатель.

## Разработка проекта
Проект привлек достаточное внимание, и разрабатывался в течение полугода. Тем не менее, по мере разработки стало ясно, что система вряд ли сможет быть достаточно эффективна для полноценного боевого применения. Главной проблемой был недостаточный радиус действия радиолокатора GL Mk.III: предназначенный для наведения зенитных орудий, эта РЛС имела радиус действия всего около 12,8 км. Учитывая скорости самолетов в начале 1940-х, для успешного осуществления перехвата требовалась «линия» из четырёх пар радаров, последовательно «передающих» друг другу летающую бомбу и её цель. Помимо очевидных сложностей с осуществлением подобного маневра, значение имел и фактор цены.
Ещё одним недостатком стала высокая стоимость самого перехватчика, требовавшего достаточно дорогого и мощного поршневого двигателя. Учитывая что двигатель в каждом полете терялся вместе с перехватчиком, а также учитывая, что для поражения одной цели могло потребоваться более одной летающей бомбы, стоимость затраченных перехватчиков могла сравниться со стоимостью сбитого ими самолета, что делало проект экономически бессмысленным. Осознав это конструкторы обратили своё внимание в сторону гораздо более дешевых ракетных и реактивных двигателей.
В феврале 1942 года проект был закрыт.